# Focke-Achgelis Fa 330
Focke-Achgelis Fa 330 "Bachstelze"("Vipstjert") var en motorløs autogyro, beregnet til observationer fra undervandsbåde og skibe.

## Beskrivelse
Maskinen kunne lette allerede ved en hastighed på 30 km/t. Den blev drevet alene ved undervandsbådens fart og vinden, og løftedes af den resulterende autorotation. Konstruktionen var yderst enkel og bestod af en stålrørskonstruktion og en rotor med en diameter på 7,31 m. Denne rotor havde tre rotorblade.
Autogyroen kunne klappes sammen. Den blev ikke opbevaret inde i undervandsbåden eller skibet, men i to vandtætte og trykfaste beholdere med en diameter på 60 cm. Disse var monteret lodret på siden af undervandsbådens tårn. Den ene beholder indeholdt rotorbladene og rotornavet, den anden skroget, styreaggregat og halen.
Starten skete fra et "startbord", der var monteret i den såkaldte vinterhave(en platform bagtil på tårnet til antiluftskyts). Autogyroen blev trukket efter båden med et kabel, der kunne rulles ud til 300 meters længde. Den enlige observatør (som også styrede) havde en stærkt øget synsvidde, hvilket skulle øge mulighederne for at opdage mål. Synsvidden fra undervandsbådens tårn var sjældent mere end 5 sømil, hvorimod synsvidden fra autogyroen, der kunne nå en højde på omkring 120 meter, var op til 25 sømil.
Det tog syv minutter at gøre maskinen klar, mens nedpakning i de vandtætte beholdere kunne gøres på to minutter, dertil skal lægges tiden til at hale maskinen ned. I nødstilfælde kunne piloten afkaste rotoren og lande med resten af maskinen i en faldskærm.
Mere end 112 af disse enkle men for deres tid teknisk avancerede maskiner blev bygget og indsat på undervandsbåde af typen IX D 2.
Der skal være blevet samlet omkring 200 eksemplarer hos firmaet Weserflug i Hoykenkamp. Enkelte af disse havnede efter krigsafslutningen hos RAFs Airborne Forces Experimental Establishment, hvor de blev undersøgt. En videreudviklet prototype blev bygget færdig i Frankrig.
Da brugen af en autogyro fra en undervandsbåd forhindrede en hurtigdykning (eller krævede at maskinen og piloten blev efterlad), blev maskinen ikke benyttet meget. En videreudvikling af maskinen til en egentlig helikopter ved at forsyne den med en 60 hk motor og en halerotor blev forsøgt, men vurderet til næppe at kunne bygges. Dette projekt, Fa 336, kom på grund af manglende ressourcer aldrig ud over tegnebrættet.